# Moutya
Le moutya est une danse traditionnelle des Seychelles. Exécutée autour d'un feu et au son d'un tambour, elle fut pratiquée par des esclaves. En 2021, elle est inscrite par l'UNESCO au Patrimoine culturel immatériel de l'humanité.

## Présentation
Au début du XVIIIe siècle, des colons français arrivent avec des esclaves africains, qui introduisent le moutya. Loin des plantation, cette danse était effectuée la nuit, dans la forêt, comme réconfort psychologique contre la condition d'esclave. Autour d'un feu, la chorégraphie traditionnelle, qualifiée de simple et de sensuelle par le texte de l'UNESCO, s'accompagnait d'un tambour à cadre étroit, en peau de chèvre. Après avoir chauffé les tambours au-dessus du feu, les musiciens jouent et les hommes profèrent des paroles à valeur sociale, répétées par les femmes. La danse a ensuite lieu, à tempo modéré, roulant des hanches et frappant du pied. Les danseurs ne se touchent pas. D'autres danses, comme le séga mauricien ou le maloya réunionais, ressemblent au moutya. Les instruments de musiques, en plus du tambour, étaient rudimentaires : noix de coco, marmites de cuisine, ustensiles, etc. Le haut du corps est droit, et les danseurs et danseuses (qui font se mouvoir leurs jupes) effectuent des mouvements de pied. En 1976, les Seychelles deviennent indépendantes et le gouvernement seychellois promeut le moutya comme vecteur d'identité créole. Le moutya otentik est parfois montré aux touristes, avec une mise en scène
. 

## Moutya et modernité
Le moutya et sa modernisation appartient à un phénomène de créolisation. Il s'agit d'un emblème musical des Seychelles, pour une chercheuse en ethnomusicologie, qui cite Penda Choppy, directrice de l'Institut Créole : le moutya symbolise l'hommage aux ancêtres ainsi que l'aspiration à une liberté qui n'est pas encore acquise. 

## Inscription au patrimoine culturel immatériel de l'humanité
En 2019, les Seychelles tentent d'inscrire le Moutya au patrimoine culturel immatériel, mais le dossier est jugé incomplet. L'inscription a finalement lieu en 2021. 
David André, secrétaire général seychellois de la Culture, qualifie d'accomplissement cette inscription, qui pour lui permet de transmettre l'élément culturel aux générations futures. 
D'après le descriptif officiel de l'UNESCO, le moutya exprime l'identité culturelle et conserve des éléments traditionnels. Il se transmet par l'imitation, ainsi que par la documentation et la recherche. 